# Vinterovec
Vinterovec falu Horvátországban Krapina-Zagorje megyében. Közigazgatásilag Gornja Stubicához tartozik.

## Fekvése
Zágrábtól 20 km-re északra, községközpontjától 2 km-re északnyugatra a Horvát Zagorje területén a megye délkeleti részén fekszik.

## Története
A településnek 1857-ben 72, 1910-ben 152 lakosa volt. Trianonig Zágráb vármegye Stubicai járásához tartozott. 2001-ben 48 lakosa volt.

## Külső hivatkozások
Gornja Stubica község honlapja